# Fisher-Price
A Fisher-Price é uma empresa estadunidense que produz brinquedos educacionais para bebês e crianças pequenas com sede em East Aurora, Nova Iorque. A empresa foi fundada em 1930 durante a Grande Depressão por Herman Fisher, Irving Price, Hellen Schelle e Margaret Evans-Price.
A Fisher-Price é uma subsidiária integral da Mattel desde 1993.

## História
Fundada em 1930 durante a Grande Depressão por Herman Fisher, Irving Price, a esposa ilustradora e artista de Price, Margaret Evans Price, e Helen Schelle, o nome Fisher-Price foi estabelecido pela combinação de dois dos três nomes. Fisher trabalhou anteriormente na fabricação, venda e publicidade de jogos para uma empresa em Churchville, Nova Iorque.
O prefeito de East Aurora, Nova Iorque, apoiou Fisher levantando US$ 100.000 em capital. Em 1931, três dos quatro fundadores levaram dezesseis de seus brinquedos de madeira para a American International Toy Fair na cidade de Nova Iorque e eles rapidamente se tornaram um sucesso. O primeiro brinquedo Fisher-Price vendido foi "Dr. Doodle" em 1931. No início dos anos 1950, a Fisher-Price identificou o plástico como um material que poderia ajudar a empresa a incorporar decorações mais duradouras e cores mais vivas em seus brinquedos. "Buzzy Bee" foi o primeiro brinquedo da Fisher-Price a usar plástico. No final da década de 1950, a Fisher-Price fabricava 39 brinquedos incorporando plásticos.
Durante a década de 1960, a linha de produtos Play Family (mais tarde conhecida como Little People) foi lançada e logo ultrapassou a popularidade dos brinquedos anteriores. A 'Casa da Família' foi um dos conjuntos de brinquedos Little People mais populares. Herman Fisher se aposentou aos 71 anos em 1969 e a Quaker Oats Company comprou a Fisher-Price no mesmo ano.
Em 1991, a Fisher-Price recuperou sua independência da Quaker Oats Company e tornou-se uma empresa de capital aberto. Dois anos depois, em novembro de 1993, a Mattel comprou a Fisher-Price. Um novo grupo de gestão definiu o foco da empresa em produtos básicos, infantis e pré-escolares e iniciou a expansão para os mercados internacionais. Em 1997, a Mattel decidiu comercializar todos os seus produtos pré-escolares sob o nome Fisher-Price.
Em 2004, a Royal Caribbean Cruise Lines lançou as "Cabanas Fisher-Price", laboratórios de recreação para crianças em cada um de seus navios de cruzeiro.

## Produtos
- Bright Beats
- EZ Play Railway
- Imaginext (2002–presente)
- Laugh & Learn (2000–presente)
- Little People (atualização da linha Play Family) (1959–presente)
- Loving Family Dollhouses and accessories
- Mega Bloks (2014–presente)
- Power Wheels (1985–presente)
- Quizard the Learning Wizard
- Rescue Heroes (1997–presente)
- Rainforest Jumparoo
- Smart Toy
- Spinnyos
- Think & Learn